# لستاکا

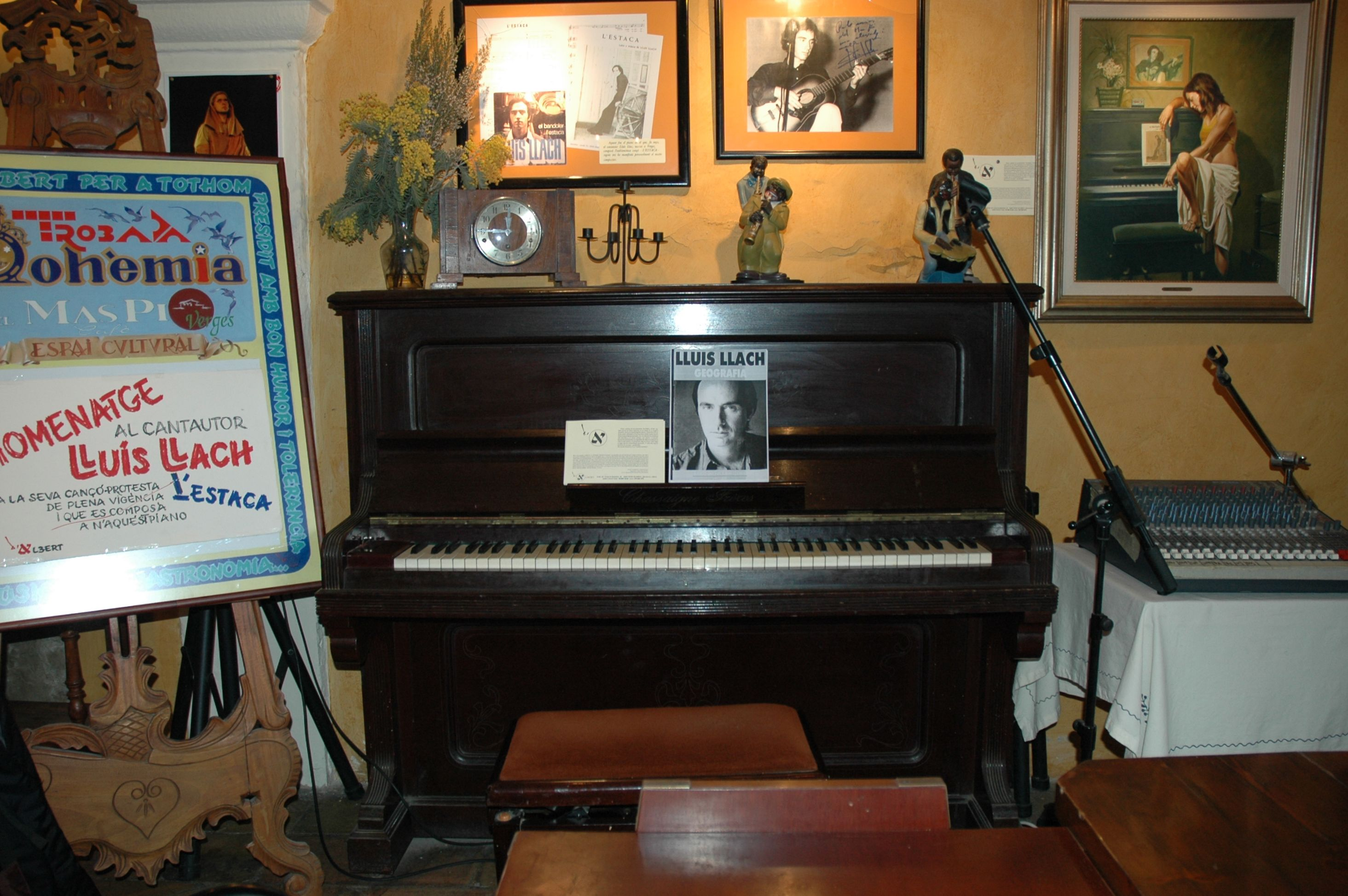
پیانوی لوئیس لاک در ورگس (Verges). در همین‌جا بود که او ترانهٔ اعتراضی لستاکا را نوشت و تنظیم کرد.

لستاکا (به کاتالان: L'Estaca)، (با تلفظ ɫəsˈtakə در زبان کاتالان)، نام ترانه‌ای اعتراضی است که لوئیس لاک، خواننده و آهنگساز کاتالان در سال ۱۹۶۸ ساخت و شعر آن به زبان کاتالان را نیز خود سروده‌است. این ترانه را یکی از اثرگذارترین ترانه‌های او می‌دانند.
این ترانه در دوران دیکتاتوری ژنرال فرانکو سروده شد و به سرعت در میان آزادی‌خواهان اسپانیا محبوب شد. بعدها جنبش‌های آزادی‌خواهانه در دیگر کشورهای اروپایی از این ترانه و آهنگ آن استفاده کردند. از جملهٔ این اقتباس‌ها می‌توان به آهنگ موری از یاتسک کاچمارسکی اشاره کرد که در دههٔ ۱۹۸۰ میلادی به آهنگ اصلی جنبش اتحادیه همبستگی سولیدارنوشچ در لهستان تبدیل شده بود.

## متن ترانه
لوئیس لاک در این ترانه از ترکیبی کاتالانی برای موسیقی استفاده کرده و از بسته بودن به عنوان استعاره‌ای برای نداشتن آزادی بهره برده‌است.
متن ترانه به صورت گفتگویی است که در یک سپیده‌دم میان شاعر و پدربزرگش (با نام SiSet) روی می‌دهد. شاعر به پدربزرگش می‌گوید آیا نمی‌بینی که ما بسته‌ایم و تا وقتی خود را رها نکنیم نمی‌توانیم حرکت کنیم؟ پدربزرگ، رهایی را در همکاری همه و بالا بردن سطح آگاهی همگانی می‌داند. او نمادی از نسل پیشین است که باید همکاری و همراهی برای دستیابی به آزادی را به نسل جدید آموزش دهند.

## نسخه‌های دیگر آهنگ
- آهنگ اصلی جنبش اتحادیه همبستگی سولیدارنوشچ در لهستان دههٔ۱۹۸۰ میلادی که با صدای یاتسک کاچمارسکی خوانده شد.
- هواداران باشگاه راگبی USAP در شهر پرپینیان فرانسه از آهنگ این ترانه به عنوان سرود رسمی خود استفاده می‌کنند.
- این ترانه به عنوان آهنگ سرود انقلاب تونس (۲۰۱۱) بکار رفت.